# 175629 Lambertini
175629 Lambertini este un asteroid din centura principală de asteroizi.

## Descriere
175629 Lambertini este un asteroid din centura principală de asteroizi. A fost descoperit pe 19 septembrie 2007 la Skylive de Fabrizio Tozzi și Mauro Graziani. Asteroidul prezintă o orbită caracterizată de o semiaxă mare de 2,71 ua, o excentricitate de 0,30 și o înclinație de 6,7° în raport cu ecliptica.